# Црква Свете Тројице у Блацама
Храм Свете Тројице налази се у Блацама (Вишеград) и припада Митрополији Дабробосанској. Изградња храма почела је 30. септембра 1989. године. Земљиште су поклонили браћа Радомир и Лука Ћорић. Темеље је освештао прото Новица Јањић у мјесецу октобру исте године уз присуство многобројног народа. Велико освећење храма било је 3. августа 1997. године, а храм је освештао Митрополит Дабробосански Николај уз саслужење 17 свештеника. У храм су положене мошти Светог Кнеза Лазара. Освећењу је присуствовало око 5000 вјерника.

## Занимљивости
Црква такође поседује и воћњак јабука од 150 садница који је оформљен 2006. године. Божо Ивановић из Обреновца а родом из Жупе поклонио је храму Свете Тројице у Блацама крст који је донешен са поклоничког путовања из Свете земље, а који је освештан на гробу Христовом.